# Хуегос Медітерранеос
Естадіо де лос Хуегос Медітерранеос (ісп. Estadio de los Juegos Mediterráneos) — багатофункціональний стадіон, розташований у місті Альмерія, в Андалусії (Іспанія). Місткість стадіону становить близько 15 200 глядачів. Є домашньою ареною футбольного клубу «Альмерія».

## Історія
Стадіон був побудований до Середземноморських ігор 2005 року, його назва з іспанської мови перекладається як Стадіон Середземноморських ігор. На стадіоні пройшли церемонії відкриття (23 червня) і закриття (3 липня), також тут проводилися змагання з легкої атлетики та футболу в рамках цих ігор.
«Альмерія» проводила домашні матчі на муніципальному стадіоні імені Хуана Рохаса, а резервна команда «Альмерії» стала його використовувати після зведення «Хуегос Медітерранеос». Пізніше стадіон імені Хуана Рохаса переобладнано на регбійний.
9 лютого 2005 року на стадіоні збірна Іспанії розгромила (5:0) збірну Сан-Марино під час відбіркового турніру до чемпіонату світу 2006 року.

## Галерея

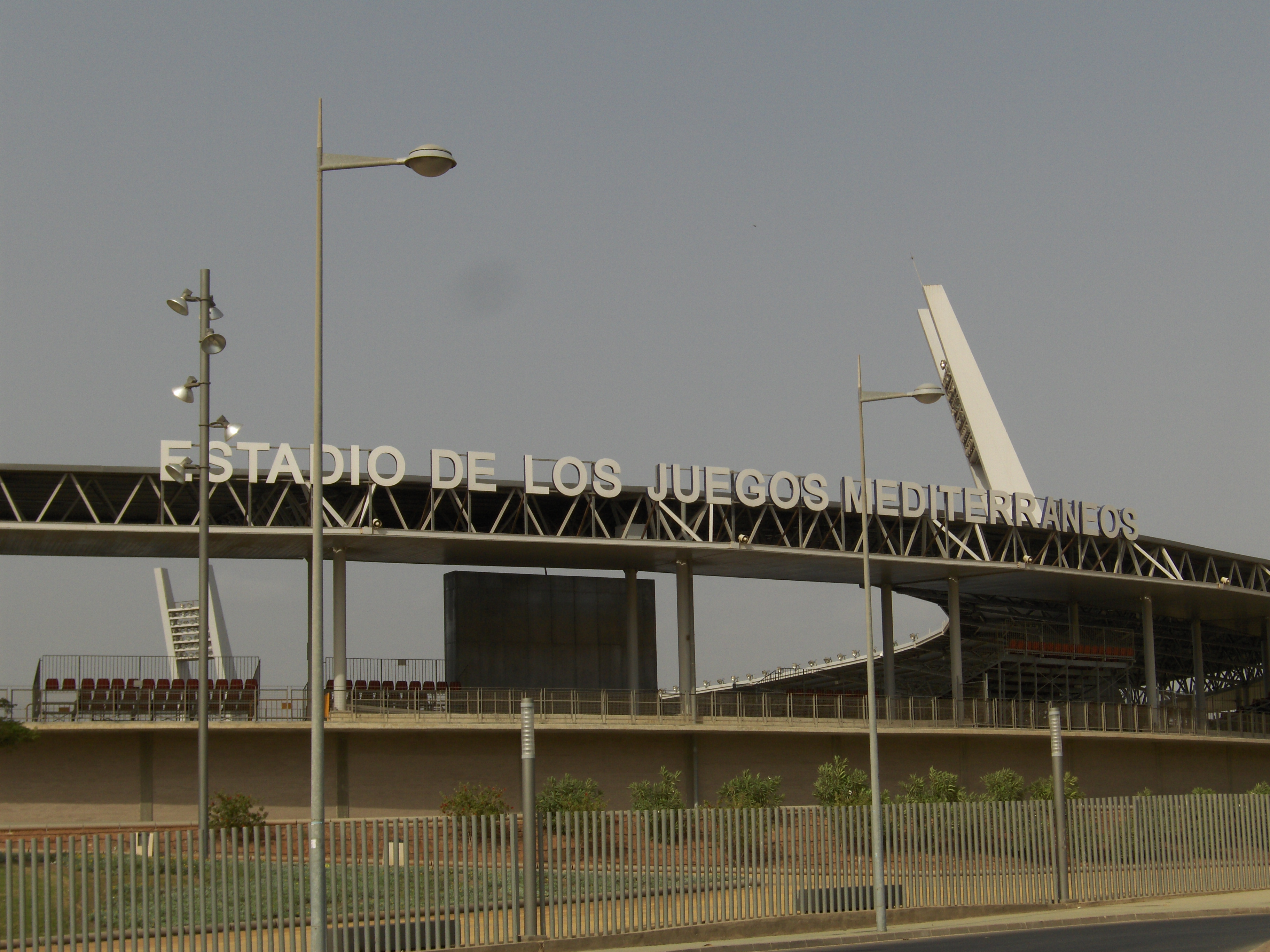
Зовнішній вигляд
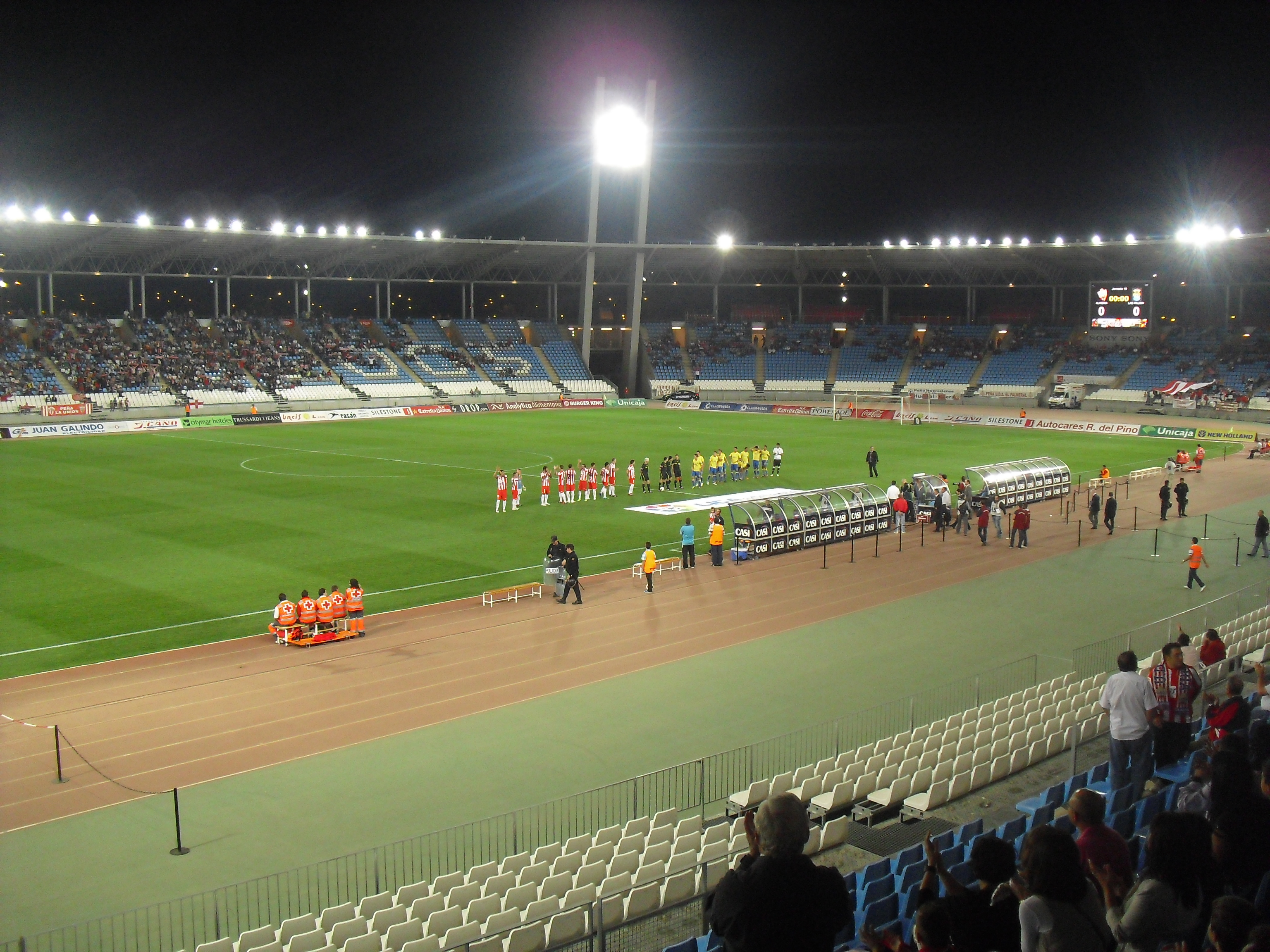
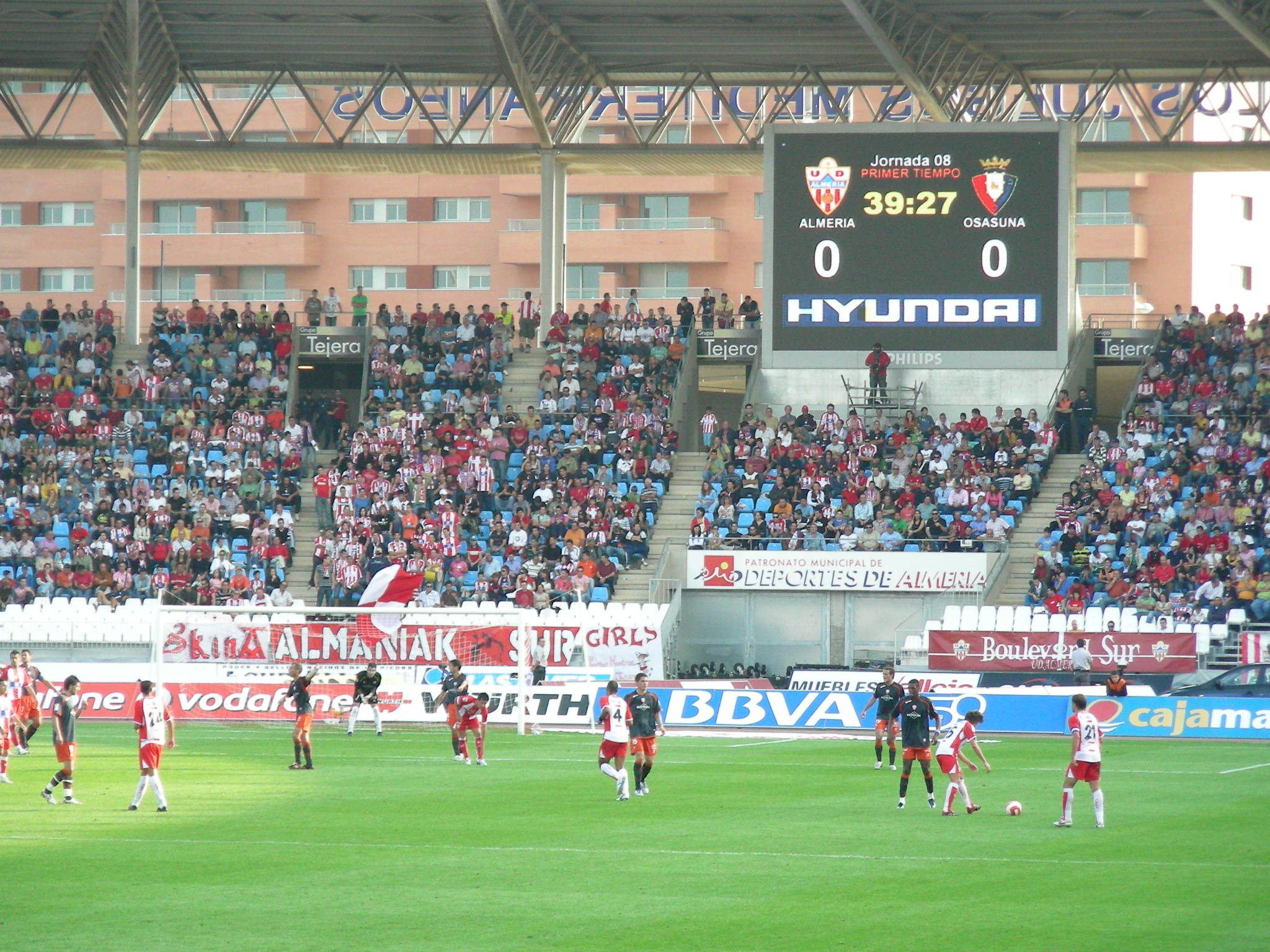
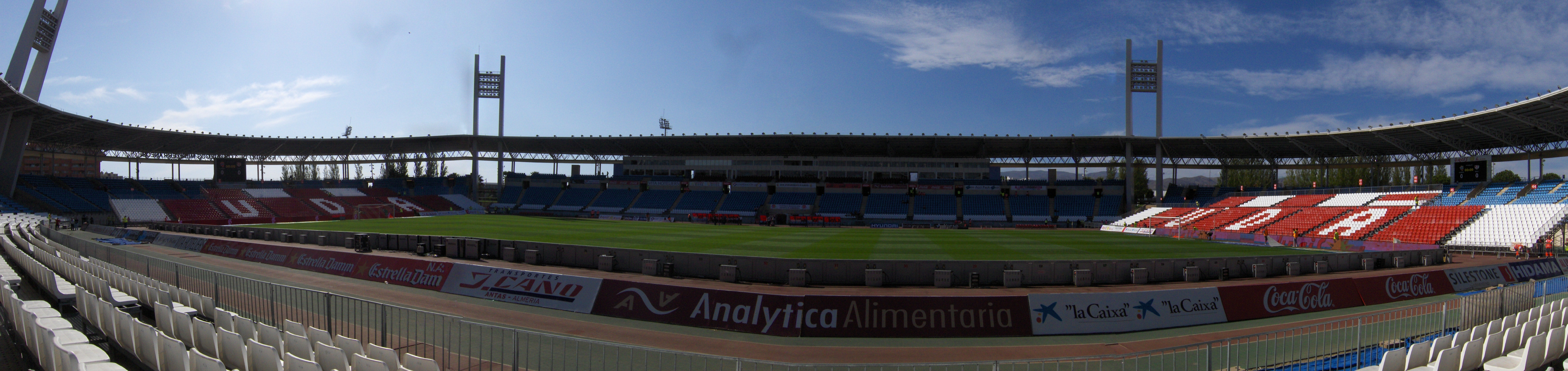
Панорама стадіону